# Oh My Ladylord
Oh My Ladylord  (en hangul, 오! 주인님; RR: O! Juinnim) es una serie de televisión surcoreana de 2021, dirigida por Oh Da-young y protagonizada por Lee Min-ki y Nana. Narra la historia de amor entre un exitoso guionista de series televisivas y una famosa actriz. Se emitió por el canal televisivo terrestre MBC desde el 24 de marzo hasta el 13 de mayo de 2021, los miércoles y jueves a las 21.30 (KST).

## Sinopsis
La serie es una comedia romántica que sigue la relación entre Han Bi-soo (Lee Min-ki), un guionista de televisión con un difícil carácter, especializado en escribir thriller, y Oh Joo-in (Nana), una actriz popular, protagonista de comedias románticas, pero sin éxito en sus propias relaciones. Han Bi-soo no logra escribir sus guiones si no es en su antigua casa, una residencia de estilo tradicional coreano que ha comprado Oh Joo-in. Ella está interesada en actuar en la próxima serie de Han Bi-soo, y por eso acepta alquilarle una habitación. La convivencia entre ambos da lugar a situaciones cómicas.

## Reparto

### Protagonistas
- Lee Min-ki como Han Bi-soo, un guionista de series de suspense que no puede salir con nadie. Tuvo un suceso traumático a los 18 años que le afecta hasta el día de hoy.[5]

- Nana como Oh Joo-in, una popular actriz de comedia romántica a la que no se le dan bien las relaciones amorosas. Su único objetivo es mantener a su familia y volver al hogar en el que creció.[5]

- Kang Min-hyuk como Jung Yu-jin, amigo íntimo de Joo-in desde el instituto. Ha sido un artista de éxito en el extranjero y ha vuelto a Corea para confesar su amor a Joo-in. Dirige junto con su hermana una gran empresa de cosméticos, de la que Joo-in es la imagen publicitaria.[6]

### Secundarios
- Lee Hwi-hyang como Kang Hae-jin, madre de Han Bi-soo. Es médico, y presidenta del hospital Sein, puesto del que dimite cuando descubre que sufre una enfermedad terminal.
- Sunwoo Jae-duk como Han Min-joon, padre de Han Bi-soo, también médico, director del hospital Sein que aspira a ocupar el puesto de su mujer.
- Kim Ho-jung como Yoon Jung-hwa, madre de Oh Joo-in. Es además una vieja amiga de Hae-jin. Está internada en una residencia porque sufre de alzheimer.
- Bae Hae-sun como Jung Sang-eun. Colega y amiga de Hae-jin, especialista en gastroenterología en el hospital Sein, que ocupa su puesto cuando esta dimite.
- Lee Jung-gil.
- Woo Hee-jin como Kim Yi-na, CEO de Peach Entertainment, la agencia que se ocupa de la carrera de Joo-in.
- Kim Chang-wan, presidente de Just Records.
- Cha Min-ji como Choi In-young, estilista de Joo-in.[7][8]
- Jang Eui-soo como Park Geon-ho, secretario de Yu-jin.[9]
- Jeon Ik-ryeong como Jung Yu-ra, hermana mayor de Yu-jin, directora ejecutiva de KT Cosmetics.
- Song Yoo-taek como Jung Jae-hwan, un asistente de escritor.

### Apariciones especiales
- Kim Woo-jin.
- Ahn Sol-bin (del grupo femenino Laboum) como Kim Ji-yeon.[10]

## Producción
En 2021, Oh Da-young sustituyó a Hyeon Sol-ip como director, después de que este fuera despedido de la producción. Los créditos anteriores de Oh Da-young como asistente de dirección incluyen Let's Eat 2, Woman with a Suitcase, The Guardians, Bad Papa, y The Golden Garden.
El canal MBC eliminó una escena del primer capítulo en la que Joo-in entra en el baño de su casa mientras Bi-soo se está duchando, debido a las polémicas que generó y las protestas de muchos espectadores, que consideraron la escena inapropiada en una serie clasificada para mayores de 15 años.

## Banda sonora original
| Parte | Fecha de publicación | N.º | Título                                                              | Letra        | Música                       | Artista                       | Duración |
| ----- | -------------------- | --- | ------------------------------------------------------------------- | ------------ | ---------------------------- | ----------------------------- | -------- |
| 1     | 1 de abril de 2021   | 1   | 알듯 말듯 (Fall in Love With You)                                   | Dailog       | Dailog                       | Kang Seuk-sik (Victon) y Yuna | 3:27     |
| 1     | 1 de abril de 2021   | 2   | 알듯 말듯 (Fall in Love With You)(inst.)                            |              | Dailog                       |                               | 3:27     |
| 2     | 8 de abril de 2021   | 1   | 그대의 하루 내가 기억할게요 (Remember Your Day)                     | Dinner Court | Dinner Court, Yoo Jeong-hyun | Han Dong-geun                 | 4:41     |
| 2     | 8 de abril de 2021   | 2   | 그대의 하루 내가 기억할게요 (Remember Your Day) (inst.)             |              | Dinner Court, Yoo Jeong-hyun |                               | 4:41     |
| 3     | 15 de abril de 2021  | 1   | Only Your Love                                                      | Guitars Jung | Guitars Jung                 | Lee Won-seok (Daybreak)       | 3:46     |
| 3     | 15 de abril de 2021  | 2   | Only Your Love (inst.)                                              |              | Guitars Jung                 |                               | 3:46     |
| 4     | 22 de abril de 2021  | 1   | 내 사랑 내 곁에 (My Love Beside Me)                                 | Oh Tae-ho    | Oh Tae-ho                    | K.Will                        | 4:10     |
| 4     | 22 de abril de 2021  | 2   | 내 사랑 내 곁에 (My Love Beside Me) (inst.)                         |              | Oh Tae-ho                    |                               | 4:10     |
| 5     | 6 de mayo de 2021    | 1   | 내 곁에 있어줘요 (Stay With Me)                                     | Jangdeulle   | Jangdeulle                   | BIBI                          | 3:54     |
| 5     | 6 de mayo de 2021    | 2   | 내 곁에 있어줘요 (Stay With Me)(inst.)                              |              | Jangdeulle                   |                               | 3:54     |
| 6     | 13 de mayo de 2021   | 1   | 내 마음이 너에게 닿았으면 (I Wish My Heart Would Reach You)         | Noheul       | Noheul                       | 유성은 (U Sung Eun)           | 3:33     |
| 6     | 13 de mayo de 2021   | 2   | 내 마음이 너에게 닿았으면 (I Wish My Heart Would Reach You) (inst.) |              | Noheul                       |                               | 3:33     |

## Audiencia
La calificación promedio de Oh My Ladylord fue del 1,6%, la más baja jamás registrada para un drama coreano transmitido en un horario de máxima audiencia en un canal de televisión en abierto, superando el mínimo anterior del 1,7% establecido por el drama de KBS2 Welcome en 2020. La primera mitad del duodécimo episodio de Oh My Ladylord obtuvo una calificación del 0,9%, la segunda más baja de un solo episodio (Welcome vio una cifra más baja, del 0,8%, en 2020). Además, Oh My Ladylord fue el primer drama en horario estelar de larga duración en televisión gratuita que nunca tuvo una calificación superior al 3%. Los observadores de los medios han citado a Oh My Ladylord como un ejemplo de la caída del canal MBC, que solía ser considerado como el «Reino del Drama» en la década de los 90. Se ha señalado que la causa de ello son los problemas estructurales de MBC, relacionados con la pérdida de personal de producción que ha abandonado el canal, más que la serie en sí misma: el crítico Jung Deok-hyeon no cree que «sea un problema con la obra. A medida que el drama de MBC se debilitó, las expectativas de los espectadores cayeron».
| Ep. | Parte | Fecha de emisión    | Índice de audiencia (AGB Nielsen) |
| Ep. | Parte | Fecha de emisión    | Nacional                          |
| --- | ----- | ------------------- | --------------------------------- |
| 1 | 1     | 24 de marzo de 2021 | 2,1%                              |
| 1 | 2     | 24 de marzo de 2021 | 2,6%                              |
| 2 | 1     | 25 de marzo de 2021 | 1,8%                              |
| 2 | 2     | 25 de marzo de 2021 | 2,2%                              |
| 3 | 1     | 31 de marzo de 2021 | 1,8%                              |
| 3 | 2     | 31 de marzo de 2021 | 2%                                |
| 4 | 1     | 1 de abril de 2021  | 2%                                |
| 4 | 2     | 1 de abril de 2021  | 1,8%                              |
| 5 | 1     | 8 de abril de 2021  | 1,3%                              |
| 5 | 2     | 8 de abril de 2021  | 1,6%                              |
| 6 | 1     | 8 de abril de 2021  | 1,9%                              |
| 6 | 2     | 8 de abril de 2021  | 1,5%                              |
| 7 | 1     | 14 de abril de 2021 | 1,5%                              |
| 7 | 2     | 14 de abril de 2021 | 1,7%                              |
| 8 | 1     | 15 de abril de 2021 | 1,3%                              |
| 8 | 2     | 15 de abril de 2021 | 1,4%                              |
| 9 | 1     | 21 de abril de 2021 | 1,3%                              |
| 9 | 2     | 21 de abril de 2021 | 1,5%                              |
| 10 | 1     | 22 de abril de 2021 | 1,6%                              |
| 10 | 2     | 22 de abril de 2021 | 1,2%                              |
| 11 | 1     | 28 de abril de 2021 | 1,5%                              |
| 11 | 2     | 28 de abril de 2021 | 1,6%                              |
| 12 | 1     | 29 de abril de 2021 | 0,9%                              |
| 12 | 2     | 29 de abril de 2021 | 1,1%                              |
| 13 | 1     | 5 de mayo de 2021   | 1,5%                              |
| 13 | 2     | 5 de mayo de 2021   | 1,6%                              |
| 14 | 1     | 6 de mayo de 2021   | 1,6%                              |
| 14 | 2     | 6 de mayo de 2021   | 1,5%                              |
| 15 | 1     | 12 de mayo de 2021  | 1,4%                              |
| 15 | 2     | 12 de mayo de 2021  | 1,2%                              |
| 16 | 1     | 13 de mayo de 2021  | 1,7%                              |
| 16 | 2     | 13 de mayo de 2021  | 1,6%                              |
| Media | Media | Media               | 1,6%                              |
| - En esta tabla, los números azules representan las calificaciones más bajas y los números rojos representan las calificaciones más altas. - No se emitió el 7 de abril debido a las transmisiones electorales y, por lo tanto, se emitieron dos episodios seguidos el 8 de abril. |       |                     |                                   |

## Premios y nominaciones
| Año  | Premios               | Categoría                                        | Nominado(a)       | Resultado | Ref.   |
| ---- | --------------------- | ------------------------------------------------ | ----------------- | --------- | ------ |
| 2021 | 2021 MBC Drama Awards | Premio a la gran excelencia, Actriz en miniserie | Nana              | Nominada  |        |
| 2021 | 2021 MBC Drama Awards | Premio a la excelencia, Actor en miniserie       | Kang Min-hyuk     | Nominado  |        |
| 2021 | 2021 MBC Drama Awards | Premio a la excelencia, Actriz en miniserie      | Kim Ho-jung       | Nominada  |        |
| 2021 | 2021 MBC Drama Awards | Mejor actor de reparto                           | Song Yoo-taek     | Nominado  |        |
| 2021 | 2021 MBC Drama Awards | Mejor actriz de reparto                          | Lee Hwi-hyang     | Nominada  |        |
| 2021 | 2021 MBC Drama Awards | Mejor pareja                                     | Lee Min-ki y Nana | Nominados |        |
| 2021 | 2021 MBC Drama Awards | Mejor actor revelación                           | Jang Eui-soo      | Nominado  | [ 22 ] |
| 2021 | 2021 MBC Drama Awards | Mejor actriz revelación                          | Ahn Sol-bin       | Nominada  | [ 22 ] |